# La Pedra del Terme
La Pedra del Terme és una muntanya de 601 metres que es troba entre els municipis de Falset i Porrera, a la comarca catalana del Priorat.